# Kup Srbije 2019-2020
La Kup Srbije u fudbalu 2019-2020 (in cirillico Куп Србије у фудбалу 2019-2020, Coppa di Serbia di calcio 2019-2020), è stata la 14ª edizione della Kup Srbije, iniziata l'11 settembre 2019 e terminata il 24 giugno 2020. Il detentore era il Partizan. Il Vojvodina ha conquistato il trofeo per la seconda volta nella sua storia.

## Formula
La formula è quella dell'eliminazione diretta, in caso si parità al 90º minuto si va direttamente ai tiri di rigore senza disputare i tempi supplementari (eccetto in finale). Gli accoppiamenti sono decisi tramite sorteggio; in ogni turno (eccetto le semifinali, dove il sorteggio è libero) le "teste di serie" non possono essere incrociate fra loro.
La finale si disputa di regola allo Stadio Partizan di Belgrado; se i finalisti sono Partizan e Stella Rossa si effettua un sorteggio per decidere la sede; se i finalisti sono Partizan ed un'altra squadra si gioca allo Stadio Rajko Mitić ("casa" della Stella Rossa).

### Calendario
| Turno                | Numero di incontri | Squadre | Entrano a questo turno                                                                            | Date              |
| -------------------- | ------------------ | ------- | ------------------------------------------------------------------------------------------------- | ----------------- |
| Turno preliminare    | 5                  | 37 → 32 | ultime 5 classificate della Prva Liga Srbija 2018-2019 5 squadre vincenti delle coppe regionali   | 11 settembre 2019 |
| Sedicesimi di finale | 16                 | 32 → 16 | 16 squadre della Superliga serba 2018-2019 prime 11 classificate della Prva Liga Srbija 2018-2019 | 25 settembre 2019 |
| Ottavi di finale     | 8                  | 16 → 8  | –                                                                                                 | 23 ottobre 2019   |
| Quarti di finale     | 4                  | 8 → 4   | –                                                                                                 | 3 giugno 2020     |
| Semifinali           | 2 + 2              | 4 → 2   | –                                                                                                 | 10 giugno 2020    |
| Finale               | 1                  | 2 → 1   | –                                                                                                 | 24 giugno 2020    |

### Squadre partecipanti
Partecipano 37 squadre: le 16 della SuperLiga 2018-2019, le 16 della Prva liga 2018-2019 e le 5 vincitrici delle coppe regionali 2018-2019.
Nell'estate 2019, Bežanija (7º in Prva liga), Borac Čačak (12º in Prva liga, retrocesso) e Sloboda Užice (16º in Prva liga, retrocesso) non si sono iscritte per la nuova stagione. Quindi in questa edizione ci sono 34 squadre invece di 37.
Le vincitrici delle coppe regionali 2018-2019 sono: Bratstvo Prigrevica (Vojvodina), OFK Belgrado (Belgrado), Vodojaža Grošnica (Ovest), Jagodina Tabane (Est) e FK Trepča (Kosovo e Metochia).
SuperLiga
- Čukarički
- Inđija
- Javor Ivanjica
- Mačva Šabac
- Mladost Lučani
- Napredak Kruševac
- Partizan
- Proleter Novi Sad
- Rad Belgrado
- Radnički Niš
- Radnik Surdulica
- Spartak Subotica
- Stella Rossa
- TSC Bačka Topola
- Vojvodina
- Voždovac

Prva liga
- Bačka B. Palanka
- Budućnost Dobanovci
- Dinamo Vranje
- Metalac
- Novi Pazar
- Radnički Kragujevac
- Sinđelić Belgrado
- Trajal Kruševac
- Žarkovo
- Zemun
- Zlatibor Čajetina

Srpska liga
- Bečej
- Bratstvo Prigrevica
- Jagodina Tabane
- OFK Belgrado
- Teleoptik
- FK Trepča

Zonska liga
- Vodojaža Grošnica

## Turno preliminare
Viene disputato dalle ultime 5 classificate della Prva Liga Srbija 2018-2019 e dalle 5 vincitrici delle coppe regionali. Dato il ritiro di Bežanija, Borac Čačak e Sloboda Užice, tre squadre (Vodojaža, Trepča e OFK) passano il turno automaticamente.
| Squadra 1                                            | Risultato       | Squadra 2 |
| ---------------------------------------------------- | --------------- | --------- |
| 11.09.2019                                           |                 |           |
| Jagodina Tabane                                      | 0 – 0 (5-6 dtr) | Teleoptik |
| Bratstvo Prigrevica                                  | 3 – 0           | Bečej     |
| Vodojaža Grošnica, FK Trepča e OFK Belgrado esentate |                 |           |

## Sedicesimi di finale
Il sorteggio si è tenuto il 17 settembre 2019. Alla squadra della Stella Rossa non è stato permesso di recarsi in Kosovo a Mitrovica per disputare la partita contro il FK Trepča, quindi la gara è stata spostata a Stara Pazova, sede della FSS.
| Squadra 1           | Risultato       | Squadra 2           |
| ------------------- | --------------- | ------------------- |
| 25.09.2019          |                 |                     |
| Sinđelić Belgrado   | 0 – 0 (4-2 dtr) | Zemun               |
| Napredak Kruševac   | 1 – 1 (3-4 dtr) | TSC Bačka Topola    |
| Zlatibor Čajetina   | 1 – 4           | Vojvodina           |
| Inđija              | 2 – 0           | Dinamo Vranje       |
| OFK Belgrado        | 3 – 2           | Rad Belgrado        |
| Bratstvo Prigrevica | 1 – 3           | Mladost Lučani      |
| Budućnost Dobanovci | 1 – 4           | Radnički Niš        |
| Bačka B. Palanka    | 1 – 0           | Radnički Kragujevac |
| Mačva Šabac         | 1 – 0           | Metalac             |
| Čukarički           | 3 – 1           | Žarkovo             |
| Spartak Subotica    | 2 – 0           | Novi Pazar          |
| Trajal Kruševac     | 2 – 3           | Radnik Surdulica    |
| 09.10.2019          |                 |                     |
| Vodojaža Grošnica   | 0 – 6           | Partizan            |
| Proleter Novi Sad   | 2 – 1           | Javor Ivanjica      |
| Voždovac            | 2 – 2 (7-8 dtr) | Teleoptik           |
| 10.10.2019          |                 |                     |
| FK Trepča           | 0 – 8           | Stella Rossa        |

## Ottavi di finale
Il sorteggio si è tenuto il 15 ottobre 2019. Le gare della Stella Rossa e del Partizan sono state rinviate per gli impegni nelle coppe europee delle due compagini.
| Squadra 1      | Risultato       | Squadra 2         |
| -------------- | --------------- | ----------------- |
| 23.10.2019     |                 |                   |
| OFK Belgrado   | 1 – 2           | Radnik Surdulica  |
| Inđija         | 2 – 1           | Proleter Novi Sad |
| Teleoptik      | 0 – 1           | Čukarički         |
| Radnički Niš   | 2 – 0           | Bačka B. Palanka  |
| Vojvodina      | 4 – 0           | Sinđelić Belgrado |
| Mladost Lučani | 1 – 1 (5-4 dtr) | TSC Bačka Topola  |
| 20.11.2019     |                 |                   |
| Stella Rossa   | 1 – 0           | Mačva Šabac       |
| 10.03.2020     |                 |                   |
| Partizan       | 4 – 0           | Spartak Subotica  |

## Quarti di finale
Il sorteggio si sarebbe dovuto tenere il 18 marzo 2020, ma è stato rinviato a causa della emergenza coronavirus. Nell'altra occasione in cui la coppa era stata interrotta, la Kup Jugoslavije 1998-1999 per i bombardamenti della operazione Allied Force, il torneo era stato ripreso in giugno con la disputa delle semifinali e della finale.
| Squadra 1        | Risultato       | Squadra 2      |
| ---------------- | --------------- | -------------- |
| 02.06.2020       |                 |                |
| Inđija           | 1 – 2           | Stella Rossa   |
| 03.06.2020       |                 |                |
| Čukarički        | 3 – 2           | Radnički Niš   |
| Radnik Surdulica | 1 – 2           | Partizan       |
| Vojvodina        | 0 – 0 (5-4 dtr) | Mladost Lučani |

## Semifinali
Il sorteggio è stato effettuato il 5 giugno 2020.
| Squadra 1  | Risultato | Squadra 2    |
| ---------- | --------- | ------------ |
| 10.06.2020 |           |              |
| Čukarički  | 0 – 1     | Vojvodina    |
| Partizan   | 1 – 0     | Stella Rossa |

## Finale
| Arbitro: | Danilo Grujić |

|                                    |                      |                                 |
| Vukadinović 38’ Bojić 55’          | Marcatori            | 81’ Stevanović 90+6’ Pavlović   |
| Stojković Gemović Devetak Đorđević | Tiri di rigore 4 – 2 | Natkho Vitas Stevanović Zdjelar |